# Tamassós
Tamassós är en fornlämning i Cypern.   Den ligger i distriktet Eparchía Lefkosías, i den centrala delen av landet, 20 km sydväst om huvudstaden Nicosia. Tamassós ligger 390 meter över havet. Den ligger på ön Cypern.
Terrängen runt Tamassós är platt åt nordost, men åt sydväst är den kuperad.Trakten runt Tamassós är ganska tätbefolkad, med 60 invånare per kvadratkilometer. Närmaste större samhälle är Stróvolos, 16,4 km nordost om Tamassós. Trakten runt Tamassós är i huvudsak ett öppet busklandskap.